# Diendorf (Gemeinde Würmla)
Diendorf ist ein Ortsteil der Marktgemeinde Würmla in Niederösterreich.

## Geografie
Diendorf liegt westlich von Würlma an der Wiener Straße B1. Im Süden führt die Neue Westbahn unmittelbar am Ort vorbei und im Norden fließen die Perschling und der Perschling-Hochwasserkanal.

## Geschichte
Im Jahr 1822 wurde der Ort als Dorf mit 24 Häusern genannt, das nach Würmla eingepfarrt war, wohin auch die Kinder eingeschult wurden. Die Herrschaft Pottenbrunn besaß die Ortsobrigkeit, übte die Landgerichtsbarkeit aus und die Herrschaft Würmla besorgte die Konskription. Die Untertanen und Grundholde des Ortes gehörten den Herrschaften Pottenbrunn und Viehofen. Laut Adressbuch von Österreich waren im Jahr 1938 in Diendorf ein Fuhrwerker, ein Gastwirt, ein Gemischtwarenhändler, ein Schmied, ein Wasenmeister und einige Landwirte ansässig.